# NGC 2491
NGC 2491 é uma galáxia espiral (S) localizada na direcção da constelação de Canis Minor. Possui uma declinação de +07° 59' 04" e uma ascensão recta de 7 horas, 58 minutos e 27,3 segundos.
A galáxia NGC 2491 foi descoberta em 15 de Novembro de 1885 por Lewis A. Swift.